# Octave Pirmez
Octave Pirmez (Châtelet, 19 april 1832– Acoz, 1 mei 1883), bijgenaamd le solitaire d'Acoz (vrij vertaald: 'de kluizenaar van Acoz'), was een romantische Belgisch schrijver, dichter, filosoof en amateur archeoloog.

## Levensloop
Octave is in 1832 in het Belgische Châtelet geboren als eerste telg van de bekende en welgestelde Pirmez familie: zijn vader, Benjamin Pirmez (1806–1856) behoorde tot de rijke bourgoisie van Chatelet-Chatelineau. Zijn moeder, Irénée Drion (1811–1894) maakte eveneens deel uit van een rijke familie, afkomstig uit Gilly-Gosselies. Na Octave volgden twee broers, Émile en Fernand (1844-1872). Met Fernand, ook wel Rémo genoemd, had hij een bijzondere band. 
Zijn vader bouwde een landhuis Chatelineau, deelgemeente van de geboortestad van Octave, alwaar hij het grootste deel van zijn jeugd doorbracht. Hij kreeg zijn lagere schoolopleiding thuis, van zijn moeder, die een grote invloed op de rest van zijn leven zou blijven hebben. De middelbare school deed hij op de Collège Saint-Michel in Brussel en het Collège Notre-Dame de la Paix in Namen. Daar ontmoette hij Félicien Rops, met wie hij goede vrienden zou worden. Op zijn 19e ging hij naar de universiteit van Brussel, waar hij rechten studeerde. 
Hij las, schreef, schilderde en speelde viool. Hij vertoonde al vroeg tekenen van een labiele geestestoestand die schommelde tussen extase en depressie. Hieruit vormde zich een levensbeeld dat schommelde tussen geloof en twijfel. Nu en dan verviel hij in eenzaamheid. 
Hij had een vrij onbewogen leven. Na het overlijden van zijn vader, hij was toen drieëntwintig, begon hij zijn verblijf thuis af te wisselen met vakantiereisjes naar Frankrijk, Duitsland en Italië. Hij was zijn leven lang vrijgezel, hoewel hij bekend stond vriendinnen gehad te hebben, soms meerdere tegelijk.

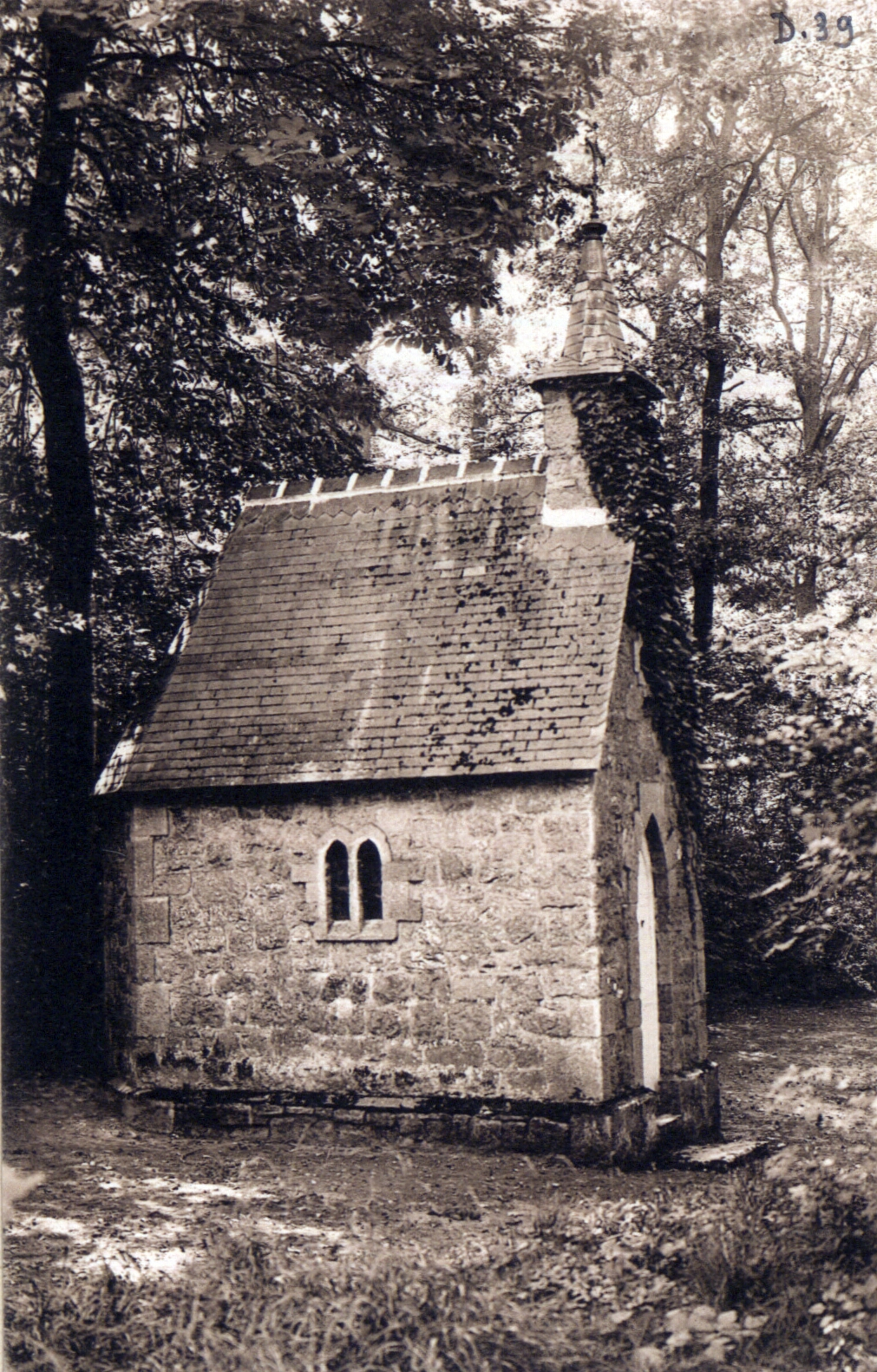
Châpelle Octavienne, dat Octave Pirmez heeft laten bouwen in het kasteelbos dat later Mon Plaisir is gaan heten.

In 1858 kocht zijn moeder, weduwe, het kasteel van Acoz in het gelijknamige dorpje in Henegouwen, Wallonië. Dit zou Octave's thuis voor de rest van zijn leven zijn. Hij genoot er van de natuur die hem inspireerde. In 1864, hij was toen tweeëndertig, verwondde hij zijn oog na het neerschieten van een kraai en hij vreesde deze oog te verliezen. Hij bad en het oog heelde. Dankbaar liet hij in noordoostelijke rand van het kasteelbos een kapelletje bouwen.
In 1865 legde Pirmez, die behalve schrijver ook een amateurarcheoloog was, in het kasteelbos een Merovingische begraafplaats bloot met vijfentwintig graven. Er werden wapens gevonden en diverse bronzen voorwerpen. In 1876 ontdekte hij daar ook nog een Romeinse geldschat van honderdvijftig munten met de beeltenissen van Nero, Vespasianus, Domitianus, Hadrianus, Antoninus, Faustina en Sabina.
Drie jaar na het tragisch ongeluk van zijn broer Rémo in 1872, die zichzelf met een ongeladen gewaand geweer doodschoot, bouwde Pirmez ter nagedachtenis van zijn geliefde broer en hun gemeenschappelijke idealen een toren in een afgelegen bos nabij Acoz. Deze toren is later in de volksmond de tour octavienne gaan heten, genoemd naar Pirmez die er geregeld vertoefde voor meditatie, inspiratie en schrijfwerk. Nog enkele jaren later schreef hij Rémo, Souvenirs d’un frère, in een poging de herinneringen aan zijn broer in de eeuwigheid vast te leggen.
Pirmez leefde zijn laatste jaren in eenzaamheid op het kasteel. Na een avond vioolspelen in het bos kwam hij terug met maagkrampen. Twee jaar later was hij op 51-jarige leeftijd overleden aan een verkoudheid. Hij is begraven in een grafkapel in Villers-Poterie, het naastgelegen dorpje. Zijn neef Maurice, met wie Pirmez bij leven op goede voet stond, erfde het kasteel.

## Invloeden en stijl

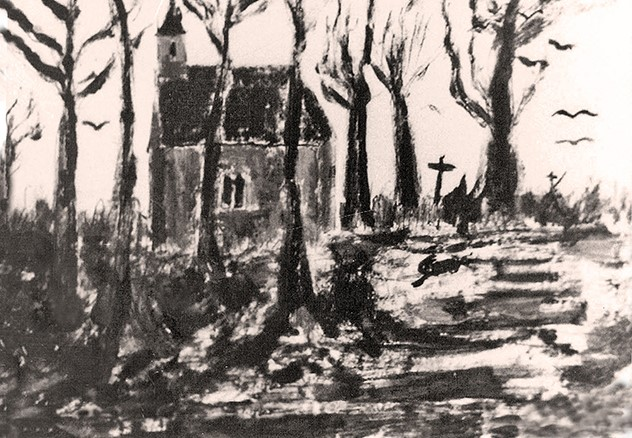
Schilderijtje van Chapelle Octaviane, dat Pirmez in 1875 met een brief aan zijn neef Maurice had meegestuurd.

Pirmez was een teruggetrokken en bedachtzame man, beïnvloed door Franse schrijvers als Jean-Jacques Rousseau en Chateaubriand, wier melancholie hem aansprak, evenals hun liefde voor de natuur. Pirmez was verder geïnteresseerd in Michel de Montaigne, Blaise Pascal, en Alphonse de Lamartine, wier invloed zichtbaar waren in de stijl en inhoud van Pirmez' filosofische maximes en uitweidingen.
Hij was pessimistisch over de mens, want hij meende dat de menselijke rede niet in staat was gevoelens en hartstochten te beheersen. Pirmez' werk wordt gekenmerkt door stilistische elegantie en zuiverheid.
Vanuit kritisch oogpunt wordt erop gewezen dat er wezenlijk weinig Belgisch is aan zijn teksten en de traditie waarbinnen hij werkte was eigenlijk achterhaald. Het was door gebrek aan concurrentie van andere vooraanstaande Belgische auteurs dat Pirmez' werk in zijn tijd toch goed ontvangen werd.
Een ander criticus schrijft juist dat zijn werk niet algemeen bekend was omdat Pirmez' leven gekenmerkt werd door een afkeer van het stadsleven, literaire instituties en het pragmatisme die in zijn tijd gepaard ging met industriële bloei. Toch zouden bij zijn overlijden de critici hem erkennen als een voorloper en leider van de toen nog jonge ontluikende Belgische literatuur. Zij prezen zijn grote onafhankelijkheid, wat het kenmerk zou zijn van nieuwe, authentieke kunst.

## Monplaisir

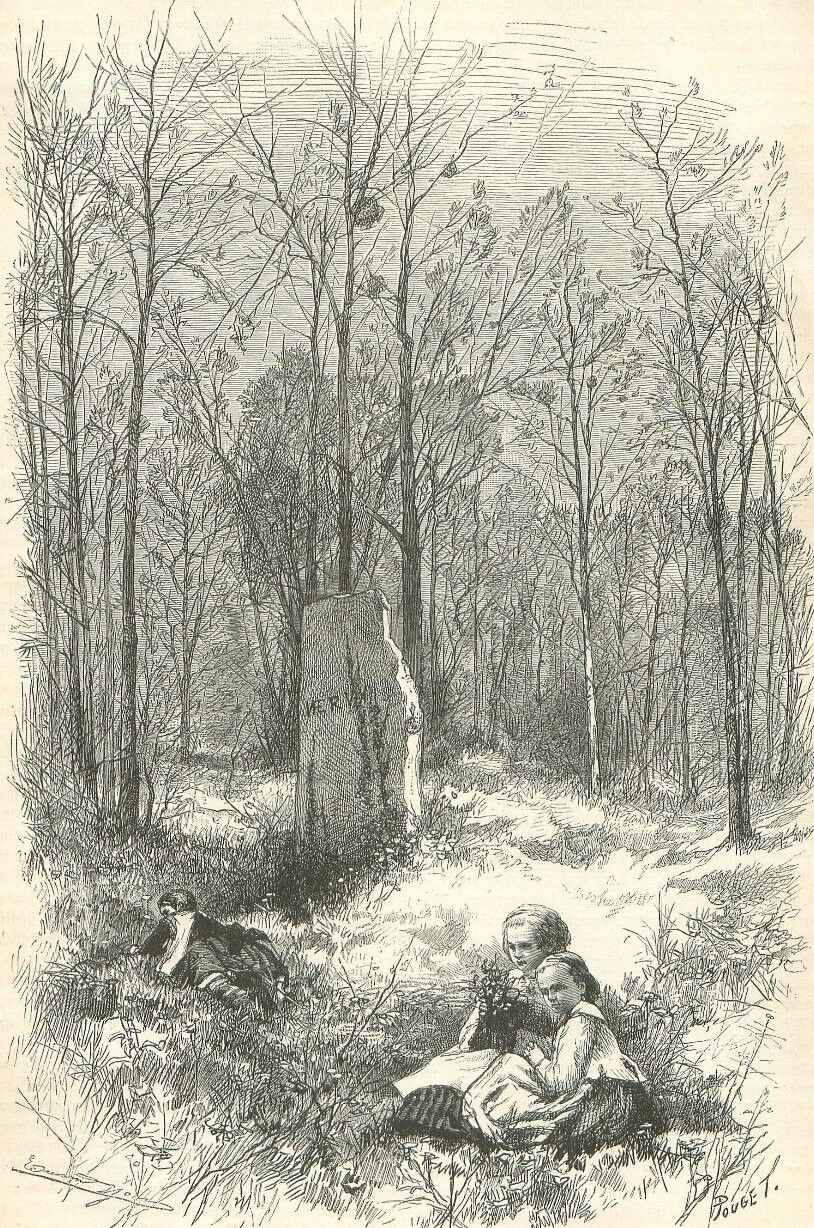
Pirmez' steen van de Nerviërs vormde de achtergrond van bosbezoekjes door de lokale jeugd.

Verstopt in een noordoostelijke hoek van het landgoed waar Pirmez woonde, bevindt zich een stuk bos dat van oudsher Monplaisir heet. Het is in dit stuk bos waar het kleine kapelletje uit 1865 door Pirmez gebouwd werd. Aan de andere kant van de weg die langs Monplaisir loopt  stond de in 1875 door hem gebouwde tour Octavienne. Een driehoek vormende met deze toren en het kapelletje, is de Steen van de Nerviërs (Pierre des Nerviens), een menhir die Pirmez na zijn archeologische vondsten in 1865 heeft laten plaatsen ter nagedachtenis van de Nerviërs.

## Oeuvre
Enkele werken van Pirmez:
- 1852: La saison des roses
- 1862: Feuillées, pensées et maximes
- 1863: Victor Hugo
- 1865: Souvenir de Rome
- 1869: Jours de solitude
- 1873: Heures de philosophie
- 1880: Rémo, Souvenirs d’un frère
- 1881: Heures de philosophie

Na zijn dood zijn nog enkele werken van Pirmez uitgegeven:
- 1883: Jours de solitude, volgens Pirmez' eigen wens postuum uitgegeven.[20]
- 1884: Lettres à José

## Varia
- Pirmez was een tijdgenoot van Victor Hugo, wie hij meerdere keren heeft ontmoet in Parijse en Brusselse salons.[7]
- Octave Pirmez was de neef van de grootmoeder van Marguerite Yourcenar.[21] Laatstgenoemde beschrijft haar oudoom in haar boek Souvenirs pieux.